# Jinchang
Jinchang (chinesisch 金昌市, Pinyin Jīnchāng Shì) ist eine bezirksfreie Stadt im Nordwesten der chinesischen Provinz Gansu am Fuße des Qilian Shan. Ihr Verwaltungsgebiet bildet das östliche Ende des Hexi-Korridors. Es hat eine Fläche von 7.569 km² und 438.026 Einwohner (Volkszählung 2020), vor allem Han-Chinesen.
Die Stadt ist bekannt für den Shengrong-Tempel aus dem Jahre 561 und Ruinen der Chinesischen Mauer.

## Administrative Gliederung
Auf Kreisebene setzt sich Jinchang aus einem Stadtbezirk und einem Kreis zusammen:
- Stadtbezirk Jinchuan (金川区), 3.019 km², 233.800 Einwohner, Zentrum, Sitz der Stadtregierung;
- Kreis Yongchang (永昌县), 4.550 km², 234.800 Einwohner, Hauptort: Großgemeinde Chengguan (城关镇).

## Geschichte
Die Gegend ist seit circa 4000 Jahren bewohnt und wurde von der westlichen Han-Dynastie in der Zeit von 206 v. Chr. bis 24 n. Chr. administrativ gegliedert.

## Solarprojekt
Im Mai 2012 wurde die Errichtung eines Solarparks mit 1 GW Leistung im Westen der Stadt und einer zugehörigen Fertigung mit 300 MW Kapazität der Firma Alex Solar aus Schanghai angekündigt.